# Engelhartszell
Engelhartszell és un municipi situat al districte de Schärding en l'estat austríac de l'Alta Àustria. Té un població de 493 persones.

## Geografia
Engelhartszell es troba a la vall superior del Danubi, a Innviertel. Al voltant del 57 per cent de la municipalitat es compon de boscos, i el 28 per cent és terra de cultiu.

## Llocs d'interès
- Abadia de Engelszell